# Aeródromo de Stroeder
El Aeródromo de Stroeder es un aeropuerto ubicado 3 km al sur de la ciudad de Stroeder, Provincia de Buenos Aires, Argentina.